# Landkreis Delitzsch (Provinz Sachsen)

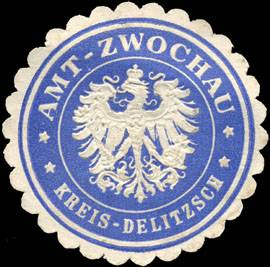
Siegelmarke Amt-Zwochau Kreis-Delitzsch

Der Landkreis Delitzsch, ursprünglich Kreis Delitzsch, war ein Landkreis, der in der preußischen Provinz Sachsen, der SBZ und im Land Sachsen-Anhalt der DDR zwischen 1816 und 1952 bestand. Er grenzte im Westen an den Saalkreis, im Norden an den Kreis Bitterfeld, im Osten an den Kreis Torgau und im Süden an die sächsischen Amtshauptmannschaften – ab 1. Januar 1939 „Landkreise“ – Leipzig und Grimma. Kreisstadt war Delitzsch.

## Verwaltungsgeschichte

### Preußen
Bei den preußischen Verwaltungsreformen nach dem Wiener Kongress wurde zum 1. Oktober 1816 aus den altsächsischen Ämtern Delitzsch und Eilenburg, drei Exklaven des Amts Bitterfeld, einem anteilig zu den Ämtern Leipzig und Schkeuditz gehörigen Ort, je einer Exklave des Amts Schkeuditz bzw. Leipzig sowie den fünf preußisch gewordenen Dörfern des stiftmeißnischen Amtes Wurzen der Kreis Delitzsch im Regierungsbezirk Merseburg in der preußischen Provinz Sachsen eingerichtet. Das Landratsamt war in Delitzsch.
Im Jahre 1900 gehörten zum Kreis Delitzsch drei Städte, 155 Landgemeinden und 40 Gutsbezirke. 1945 gehörten – unverändert – die drei Städte Delitzsch, Eilenburg und Landsberg sowie 137 weitere Gemeinden zum Landkreis.
Zum 30. September 1928 wurden im Kreis Delitzsch entsprechend der Entwicklung im übrigen Freistaat Preußen nach zehnjährigen Auseinandersetzungen alle Gutsbezirke aufgelöst und benachbarten Landgemeinden zugeteilt. Am 1. Oktober 1937 wechselte die Gemeinde Ennewitz aus dem Kreis Merseburg in den Kreis Delitzsch und wurde in die Gemeinde Glesien eingegliedert. Nach der Auflösung der Provinz Sachsen zum 1. Juli 1944 gehörte der Kreis ein knappes Jahr lang zur neuen Provinz Halle-Merseburg. Im April 1945 wurde das Kreisgebiet durch alliierte Streitkräfte besetzt. Die zunächst eingerückten US-Amerikaner zogen sich im Juni/Juli 1945 hinter die vereinbarte Zonengrenze zurück und übergaben das Kreisgebiet an die Rote Armee.

### SBZ/DDR
Der nunmehr Landkreis Delitzsch genannte Kreis wurde nach der Auflösung Preußens 1947 Teil des neuen Landes Sachsen-Anhalt.
Zum 31. August 1950 fand in der DDR eine erste Gebietsreform statt:
- Die Stadt Landsberg sowie die umliegenden Gemeinden Bageritz, Benndorf, Dölbau, Gollma, Gütz, Klepzig, Kockwitz, Lohnsdorf, Naundorf b. Reideburg, Queis, Reinsdorf, Reußen, Sietzsch, Wiedersdorf, Wiesenena und Zwebendorf wechselten in den Saalkreis.
- Die Gemeinde Döbern wechselte in den Landkreis Bitterfeld.

Im Rahmen der DDR-Kreisreform von 1952 wurde der Raum Delitzsch grundlegend neu gegliedert:
- Der Ostteil des Landkreises Delitzsch ging zusammen mit Teilen der Landkreise Bitterfeld und Torgau im neuen Kreis Eilenburg auf.
- Die verbleibenden Gemeinden bildeten zusammen mit der Gemeinde Wiesenena, die 1950 in den Saalkreis gewechselt war, einen neuen, kleineren Kreis Delitzsch.
- Die Kreise Delitzsch und Eilenburg wurden dem neuen Bezirk Leipzig zugeordnet.

## Einwohnerentwicklung
| Jahr | Einwohner | Quelle |
| ---- | --------- | ------ |
| 1816 | 34.514    | [ 3 ]  |
| 1843 | 47.800    | [ 4 ]  |
| 1871 | 57.460    | [ 5 ]  |
| 1890 | 62.612    | [ 6 ]  |
| 1900 | 69.485    | [ 6 ]  |
| 1910 | 76.398    | [ 6 ]  |
| 1925 | 82.085    | [ 6 ]  |
| 1933 | 85.370    | [ 6 ]  |
| 1939 | 88.364    | [ 6 ]  |
| 1946 | 118.858   | [ 7 ]  |

## Landräte
- 1816–1841 Friedrich von Pfannenberg (1787–1841)
- 1841–1855 Arthur von Pfannenberg
- 1855–1893 Wilhelm von Rauchhaupt (1828–1894)
- 1893–1916 Friedrich von Busse (1859–?)
- 1917–1920 Joachim von Manteuffel
- 1920–1925 Gustav Raute (1859–1946)
- 1925–1926 Josef Brisch (1889–1952) (kommissarisch)
- 1926–1945 Ernst Meister
- 1945–1950 Otto Herrmann

## Kommunalverfassung
Der Kreis Delitzsch gliederte sich in Städte, in Landgemeinden und – bis zu deren vollständiger Auflösung im Jahre 1928 – in Gutsbezirke. Nach Einführung der Kreisordnung für die Provinzen Ost- und Westpreußen, Brandenburg, Pommern, Schlesien und Sachsen vom 19. März 1881 waren zur Bündelung von Verwaltungsaufgaben auf dem Lande 35 Amtsbezirke eingerichtet worden, die zwischen zwei und mehr als zwölf Gemeinden umfassten.
Mit Einführung des preußischen Gemeindeverfassungsgesetzes vom 15. Dezember 1933 gab es ab dem 1. Januar 1934 eine einheitliche Kommunalverfassung für alle preußischen Gemeinden. Mit Einführung der Deutschen Gemeindeordnung vom 30. Januar 1935 trat zum 1. April 1935 im Deutschen Reich eine einheitliche Kommunalverfassung in Kraft, wonach die bisherigen Landgemeinden nun als Gemeinden bezeichnet wurden. Die Einteilung in Amtsbezirke blieb bestehen.

## Städte und Gemeinden

### Stand 1945
Der Kreis Delitzsch umfasste 1945 drei Städte und 137 weitere Gemeinden:
| - Badrina - Bageritz - Battaune - Beerendorf - Behlitz - Benndorf - Beuden - Biesen - Bötzen - Boyda - Brinnis - Brodau - Brodenaundorf - Bunitz - Delitzsch, Stadt - Döbern - Döbernitz - Doberschütz - Doberstau - Dölbau - Eilenburg, Stadt - Freiroda - Gallen - Gerbisdorf - Gertitz - Glesien - Gollma - Gollmenz - Gordemitz - Göritz - Gostemitz - Gotha - Grabschütz - Grebehna - Groitzsch | - Großlissa - Groß Wölkau - Gruna - Gütz - Hainichen - Hayna - Hohenossig - Hohenprießnitz - Hohenroda - Jesewitz - Kattersnaundorf - Kertitz - Kleinlissa - Klein Wölkau - Klepzig - Kletzen - Klitschmar - Kockwitz - Kollau - Kölsa - Kospa - Kossen - Krensitz - Kreuma - Krippehna - Krostitz - Kupsal - Kyhna - Landsberg (Bz. Halle), Stadt - Laue - Laußig - Lehelitz - Lemsel - Liemehna - Lindenhayn | - Löbnitz - Lohnsdorf - Lössen - Luckowehna - Mocherwitz - Mölbitz - Mörtitz - Mutschlena - Naundorf b. Eilenburg - Naundorf b. Reideburg - Nieder Glaucha - Niederossig - Ober Glaucha - Ochelmitz - Paschwitz - Paupitzsch - Pehritzsch - Peterwitz - Pohritzsch - Poßdorf - Pressen - Priester - Pristäblich - Pröttitz - Queis - Quering - Rabutz - Rackwitz - Radefeld - Reibitz - Reinsdorf - Reußen - Rödgen b. Delitzsch - Rödgen b. Eilenburg - Roitzschjora | - Sausedlitz - Schenkenberg - Schladitz b. Kömmlitz - Schnaditz - Seelhausen - Selben - Serbitz - Sietzsch - Spröda - Sprotta - Steubeln - Tiefensee - Wannewitz - Wedelwitz - Wellaune - Weltewitz - Werbelin - Werben - Werlitzsch - Wiedemar - Wiedersdorf - Wiesenena - Wöllmen - Wöllnau - Wölpern - Wolteritz - Zaasch - Zschepen - Zschepplin - Zschernitz - Zschettgau - Zschölkau - Zschortau - Zwebendorf - Zwochau |

### Vor 1945 aufgelöste Gemeinden
- Droyßig, 1936 zu Zwebendorf
- Emsdorf, 1936 zu Sietzsch
- Flemsdorf, 1936 zu Zwochau
- Gördenitz, 1934 zu Pohritzsch
- Groß Krostitz und Klein Krostitz, in den 1920er Jahren zur Gemeinde Krostitz zusammengeschlossen
- Groß Kyhna und Klein Kyhna, 1936 zur Gemeinde Kyhna zusammengeschlossen
- Güntheritz, 1939 zu Güntersmark
- Hinterstadt, 1856 zu Eilenburg[8]
- Hohenleina, 1939 zu Krostitz
- Kömmlitz, 1936 zu Schladitz
- Leipziger Steinweg, 1856 zu Eilenburg[8]
- Nockwitz, in den 1920er Jahren zu Glesien
- Mensdorf, 1936 zu Mörtitz
- Roitzschgen, 1936 zu Gütz
- Sand, 1856 zu Eilenburg[8]
- Schladitz b Zwochau, 1936 zu Zwochau
- Scholitz, 1936 zu Badrina
- Schwätz, 1936 zu Gollma
- Schweiditz, in den 1920er Jahren zu Glesien
- Siedersdorf, 1936 zu Lohnsdorf
- Stennewitz, 1936 zu Naundorf b. Reideburg
- Tal, 1856 zu Eilenburg[8]
- Torgauer Vorstadt, 1856 zu Eilenburg[8]
- Wölls-Petersdorf, 1936 zu Gütz
- Zscheppelende, 1856 zu Eilenburg[8]

## Ortsnamen
1937 wurde in einigen Orten das anlautende C durch K ersetzt:
- Cletzen → Kletzen
- Collau → Kollau
- Cospa → Kospa
- Cossen → Kossen
- Crensitz → Krensitz
- Creuma → Kreuma
- Cupsal → Kupsal